# Давньогрецька математика
Ця стаття — частина огляду Історія математики.

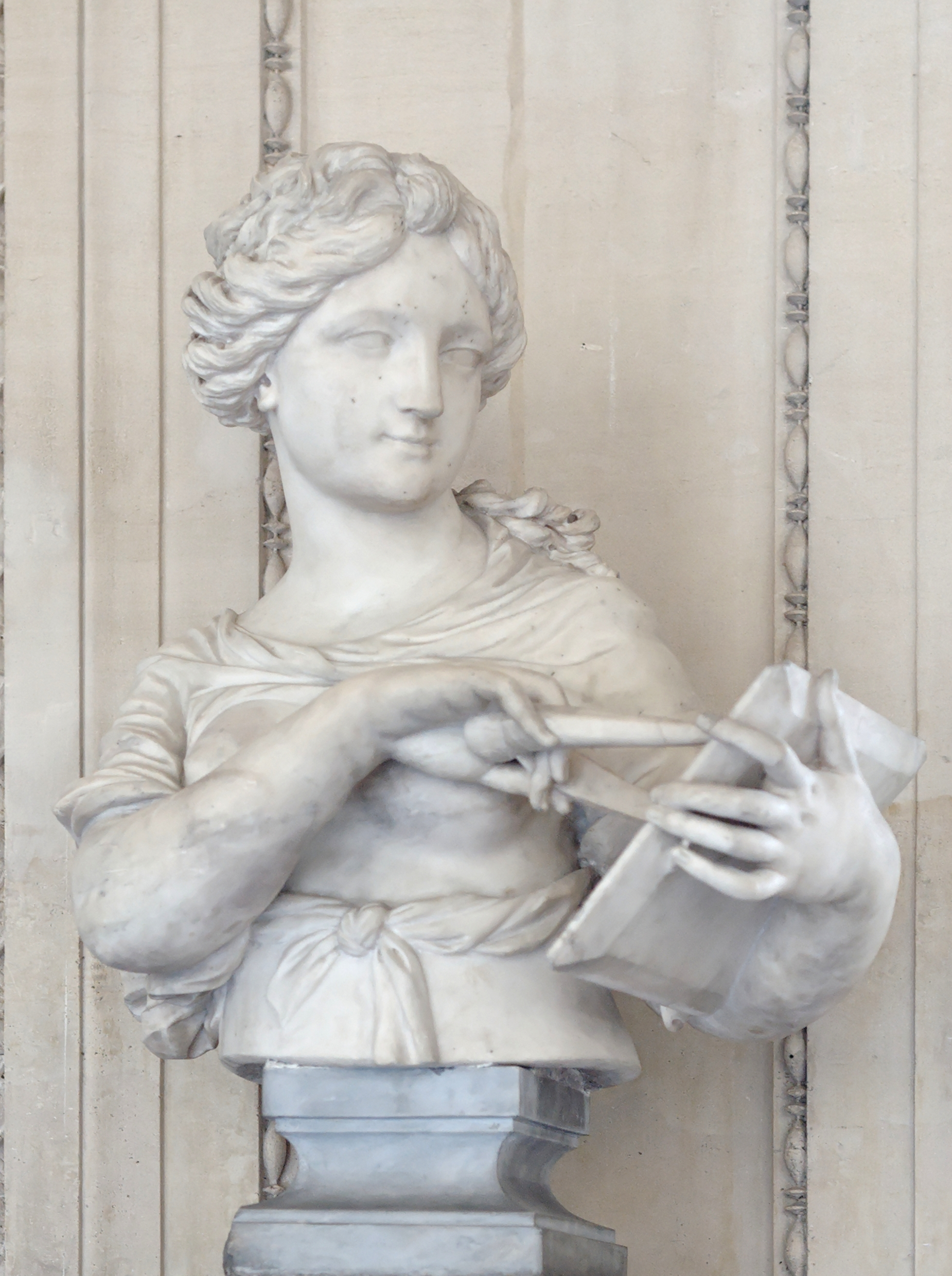
Муза геометрії (Лувр)

Поняття давньогрецька математика охоплює досягнення грекомовних математиків, що жили в період між VI століттям до н. е. і V століттям н. е.
Математика як наука народилася в Древній Греції. В країнах-сучасниках Еллади математика використовувалася або для звичайних потреб (підрахунки, вимірювання), або, навпаки, для магічних ритуалів, що мали мету з'ясувати волю богів (астрологія, нумерологія тощо). Греки підійшли до справи з іншого боку: вони висунули тезу «Числа правлять світом». Або, як сформулював цю ж думку Галілео Галілей два тисячоліття тому: «книга природи написана мовою математики».
Греки перевірили справедливість цієї тези в тих областях, де змогли: астрономія, оптика, музика, геометрія, пізніше — механіка. Усюди були відзначені вражаючи успіхи: математична модель володіла беззаперечною провидчою силою. Одночасно греки створили методологію математики і завершили перетворення її зі збірки півеврістічесних алгоритмів в цілісну систему знань. Основою цієї системи вперше став дедуктивний метод, що показує, як з відомих істин виводити нові, причому логіка виведення гарантує істинність нових результатів. Дедуктивний метод також дозволяє виявити не очевидні зв'язки між поняттями, науковими фактами і областями математики.

## Початковий період
До VI століття до н. е. грецька математика нічим не вирізнялась. Були освоєні рахунок і вимір. Грецька нумерація (запис чисел), а пізніше і римська, була адитивною, тобто числові значення цифр додавались. Перший її варіант (аттична, або геродіанова) містили позначки у вигляді літер для 1, 5, 10, 50, 100 і 1000. Відповідно була влаштована і дошка для рахування (абак) з камінчиками. До речі, термін  калькуляція  (обчислення) походить від  calculus  — камінчик. Особливий дірявий камінчик позначав нуль.
Пізніше (починаючи з V століття до н. е.) замість аттичної нумерації була прийнята алфавітна — перші 9 літер грецького алфавіту позначали цифри від 1 до 9, наступні 9 літер — десятки, інші — сотні. Щоб не плутати числа і літери, над числами малювали риску. Числа, більші ніж 1000, записували позиційно, позначаючи додаткові розряди спеціальним штрихом (внизу зліва). Спеціальні позначки дозволяли зображати і числа, що були значно більші від 10000.
У VI столітті до н. е. починається так зване «грецьке диво»: з'являються відразу дві наукові школи — іонійці (Фалес, Анаксимен, Анаксимандр) і піфагорійці.
Фалес, заможний купець, добре вивчив вавилонську математику і астрономію — ймовірно, під час торговельних поїздок. Іонійці, за повідомленням Евдема Родоського, вперше довели декілька простих геометричних теорем — наприклад, про те, що вертикальні кути рівні . Однак головна роль у створенні античної математики належить піфагорійцям.

## Піфагорійська школа
Піфагор, засновник школи — особистість легендарна, достовірність відомостей про нього перевірити неможливо. Мабуть, він, як і Фалес, багато подорожував і теж навчався у єгипетських і вавилонських мудреців. Повернувшись близько 530 р. до н. е. у Велику Грецію (район Південної Італії), він у місті Кротоні заснував щось на зразок таємного духовного ордена. Саме він висунув тезу «Числа правлять світом», і з винятковою енергією займався його обґрунтуванням. На початку V ст. до н. е., після невдалого політичного виступу, піфагорійці були вигнані з Південної Італії, і союз припинив своє існування, проте популярність вчення тільки зросла. Піфагорійські школи з'явилися в Афінах, на островах і в грецьких колоніях, а їх математичні знання, що раніше суворо оберігались від сторонніх, стали загальним надбанням.

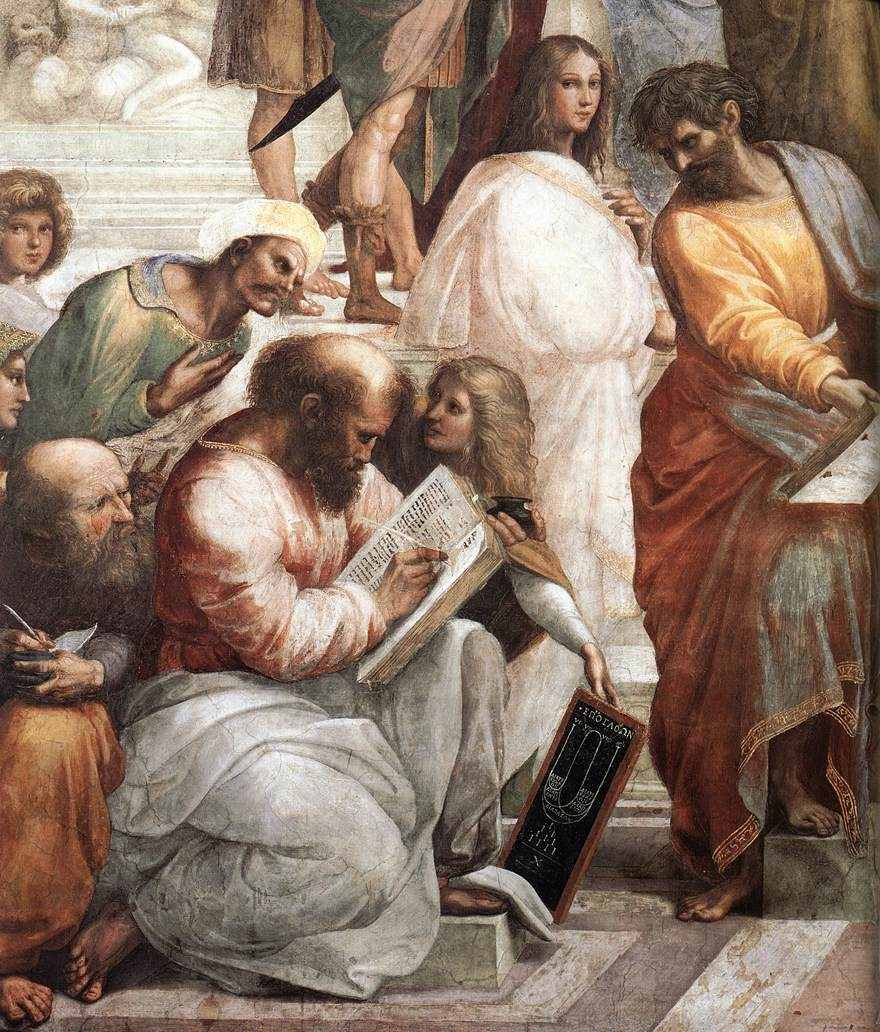
Рафаель Санті. Піфагор (деталь Афінської школи)

Багато досягнень, які приписували Піфагору, ймовірно, насправді є заслугою його учнів. Піфагорійці займалися астрономією, геометрією, арифметикою (теорією чисел), створили теорію музики. Піфагор першим з європейців зрозумів значення аксіоматичного методу, чітко виділяючи базові припущення (аксіоми, постулати) і дедуктивно виведені з них теореми.
Геометрія піфагорійців здебільшого обмежувалася планіметрією (достатньо повно викладеною, судячи з пізніших робіт, які дійшли до наших днів) і завершувалася доказом «теореми Піфагора». Хоча вивчалися і правильні багатогранники.
Була побудована математична теорія музики. Залежність музичної гармонії від відносин цілих чисел (довжин струн) була вагомим аргументом піфагорійців на користь споконвічної математичної гармонії світу, через 2000 років оспіваної Кеплером. Вони були впевнені, що «елементи чисел є елементами всіх речей … і що весь світ в цілому є гармонією і числом». В основі всіх законів природи, вважали піфагорійці, лежить арифметика, і з її допомогою можна проникнути в усі таємниці світу. На відміну від геометрії, арифметика у них будувалася не на аксіоматичній базі, властивості натуральних чисел вважалися самоочевидними, однак докази теорем і тут проводили неухильно. Поняття нуля і від'ємних чисел ще не виникли.
Піфагорійці далеко просунулися в теорії подільності, але надмірно захопилися «трикутними», «квадратними», «досконалими» тощо числами, яким, судячи з усього, надавали містичне значення. Мабуть, правила побудови «піфагорових трійок» були відкриті вже тоді; вичерпні формули для них навів Діофант. Теорія найбільших спільних дільників і найменших спільних кратних теж, мабуть, має піфагорійське походження. Вони побудували загальну теорію дробів (що розуміються як відносини (пропорції), так як одиниця вважалася неподільною), навчилися виконувати з дробами порівняння (приведенням до спільного знаменника) і всі 4 арифметичні операції. Піфагорійці знали, задовго до «Начал Евкліда», ділення цілих чисел із залишком і «алгоритм Евкліда» для практичного знаходження найбільшого загального дільника. Ланцюгові дроби як самостійний об'єкт виділили тільки в Новий час, хоча їх неповні частки природним шляхом виходять в алгоритмі Евкліда.
Першою тріщиною в піфагорійській моделі світу став ними ж отриманий доказ ірраціональності {\displaystyle {\sqrt {2}}}, сформульований як відношення діагоналі квадрата до його сторони (V століття до н. е.). Неспроможність виразити довжину відрізка числом ставила під сумнів головний принцип піфагорійства. Навіть Аристотель, який не поділяв їхні погляди, висловлював своє здивування з приводу того, що є речі, які «не можна виміряти найменшою мірою».
Положення спробував врятувати талановитий піфагорієць Теетет. Він (і пізніше Евдокс) запропонували нове розуміння числа, яке тепер формулювалося геометричною мовою, і проблем сумірності не виникало. Теетет розробив також повну теорію подільності і класифікацію ірраціональностей. Мабуть, йому також були відомі поняття простого числа і основна теорема арифметики .
Згодом, вже в Новий час, з'ясувалося, що побудова числової алгебри на основі геометрії була стратегічною помилкою піфагорійців. Наприклад, з точки зору геометрії вираз {\displaystyle x^{2}+x} і навіть {\displaystyle x^{4}} не мали геометричного тлумачення, і тому не мали сенсу; те ж стосується від'ємних чисел. Пізніше Декарт вчинив навпаки, побудувавши геометрію на основі алгебри, і досяг величезного прогресу.
Нумерологічна містика піфагорійців також нерідко призводила до довільних і спекулятивних висновків. Наприклад, вони були впевнені в існуванні невидимої Антиземлі, так як без неї число небесних сфер (нижнє небо, Сонце, Місяць і 6 планет) не становить досконалого числа 10. В цілому, незважаючи на велику кількість містики і ексцентричних забобонів, досягнення піфагорійців у розвитку та систематизації античних математичних знань неоціненні.

## V століття до н.е.— Зенон, Демокріт
В V столітті до н. е. з'явились нові положення, протиставлені оптимізму піфагорійців.
Перший з них — три класичні задачі давнини: подвоєння куба, трисекція кута і квадратура круга. Греки строго дотримувалися вимоги: всі геометричні побудови повинні виконуватися за допомогою циркуля і лінійки, тобто за допомогою досконалих ліній — прямих і кіл. Однак для перерахованих завдань знайти рішення канонічними методами не вдавалося. Алгебраїчно це означало, що не всяке число можна отримати за допомогою 4 арифметичних операцій і квадратного кореня.
Квадратурою кола безуспішно займався видатний геометр-піфагорієць, автор доевклідових «Начал», першої збірки геометричних знань, Гіппократ Хіоський.
Перші дві задачі зводяться до кубічних рівнянь. Архімед пізніше сформував загальне рішення таких рівнянь за допомогою конічних перетинів, однак багато коментаторів продовжували вважати подібні методи неприйнятними. Гіппій Елідський (V століття до н. е.) показав, що для трисекції кута корисна квадратриса (перша трансцендентна крива в історії математики); вона ж, до речі, вирішує і завдання квадратури кола (Дінострат, IV століття до н. е.).
Крім вище зазначених задач, греки активно досліджували «завдання розподілу кола»: які правильні багатокутники можна побудувати циркулем і лінійкою. Найлегше вдавалося розділити коло на 3, 4, 5, 15 частин, а також подвоїти перераховані значення. Але побудувати циркулем і лінійкою семикутник нікому не вдалося. Як виявилося, в цьому випадку також виходить кубічне рівняння. Повну теорію опублікував тільки Гаус в XIX столітті.

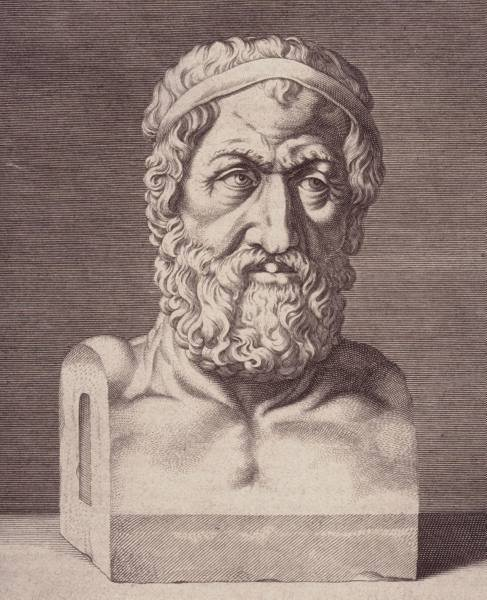
Зенон Елейський

Наступний удар по піфагореїзму завдав Зенон Елейський, запропонувавши ще одну тему для багатовікових роздумів математиків. Він висловив більше 40 парадоксів (апорій), з яких найбільш знамениті три апорії про рух. Всупереч багаторазовим спробам їх спростувати і навіть висміяти, вони, тим не менш, до цих пір служать предметом серйозного аналізу. В них порушені найделікатніші питання основ математики — скінченність і нескінченність, неперервність і дискретність. Математика тоді вважалася засобом пізнання реальності, і суть суперечок можна було виразити як неадекватність безперервної, нескінченно ділимої математичної моделі фізично дискретної матерії.
Наприкінці V століття до н. е. жив ще один видатний мислитель — Демокріт. Він знаменитий не тільки створенням концепції атомів. Архімед писав, що Демокріт знайшов об'єм піраміди і конуса, але доказів своїх формул не дав. Імовірно, Архімед мав на увазі доказ методом вичерпування, якого тоді ще не існувало.

## IV століття до н.е.— Платон, Евдокс

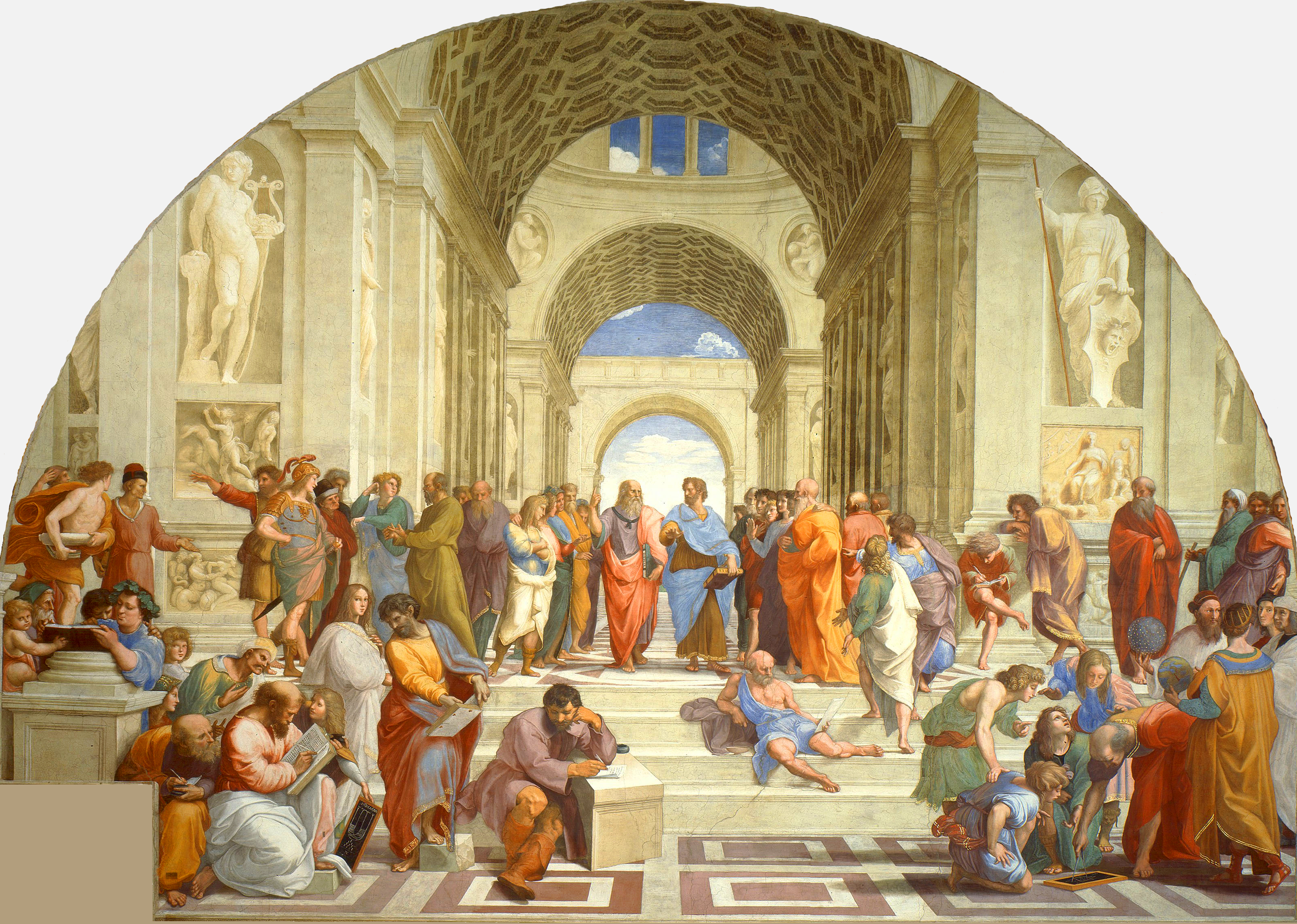
Рафаель Санті. Афінська школа

Вже до початку IV століття до н. е. грецька математика далеко випередила всіх своїх вчителів, і її бурхливий розвиток тривав. В 389 році до н. е Платон засновує в Афінах свою школу — знамениту Академію. Математиків, що приєдналися до Академії, можна розділити на дві групи: на тих, хто отримав свою математичну освіту поза Академією, і на учнів Академії. До числа перших належали Теетет, Архіт Тарентський і пізніше Евдокс Кнідський; до числа інших — брати Менехм і Дінострат.
Сам Платон конкретних математичних досліджень не вів, але опублікував глибокі міркування по філософії та методології математики. А учень Платона, Аристотель, залишив безцінні для нас записки з історії математики.
Евдокс Кнідський перший створив геоцентричну модель руху світил з 27 сферами. Пізніше ця конструкція була розвинена Аполлонієм, Гіппархом і Птолемеєм, які збільшили число сфер до 34 і ввели епіцикли. Йому ж належать два видатних відкриття: загальна теорія відносин (геометрична модель дійсних чисел) і античний аналіз — метод вичерпування.

## III століття до н.е.— Евклід, Архімед, Аполлоній

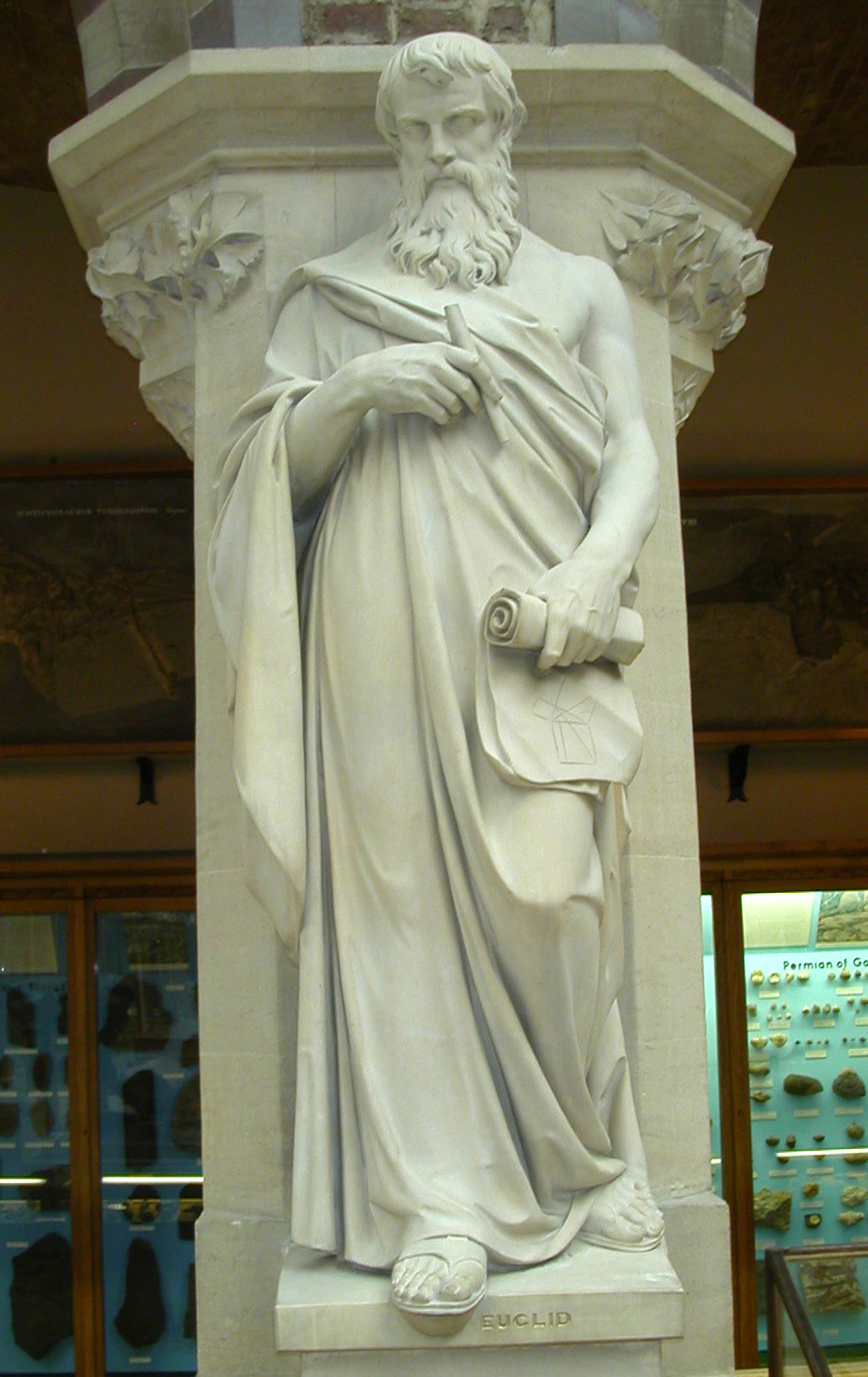
Евклід. Оксфордський університетський музей природної історії

Після завоювань Олександра Македонського науковим центром стародавнього світу стає Олександрія Єгипетська. Птолемей I заснував в ній Мусейон (Будинок Муз) і запросив туди найвизначніших вчених. Це була перша в грекомовному світі державна академія, з багатою бібліотекою (основою якої послужила бібліотека Аристотеля), яка до I століття до н. е. налічувала 70 тисяч томів.
Вчені Олександрії об'єднали обчислювальну потужність і давні знання вавилонських і єгипетських математиків з науковими моделями еллінів. Значно розвинулися плоска і сферична тригонометрія, статика і гідростатика, оптика, музика та ін. Ератосфен уточнив довжину меридіана і винайшов своє славнозвісне «решето». В історії математики відомі три великих геометра давнини, і насамперед — Евклід з його «Началами». Тринадцять книг Начал — основа античної математики, результат її 300-річного розвитку та база для подальших досліджень. Вплив і авторитет цієї книги були величезні протягом двох тисяч років.
Фундамент математики, описаний Евклідом, розширив інший великий учений — Архімед, один з небагатьох математиків античності, які однаково охоче займалися і теоретичною, і прикладною наукою. Він, зокрема, розвинувши метод вичерпування, зумів обчислити площі та об'єми багатьох фігур і тіл, що раніше не піддавалися зусиллям математиків.
Останнім з трійки великих був Аполлоній Перзький, автор глибокого дослідження конічних перетинів.

## Занепад античної науки
Після Аполлонія (з II століття до н. е.) в античній науці почався спад. Нових глибоких ідей не з'являється. В 146 році до н. е. Рим захоплює Грецію, а в 31 році до н. е. — Олександрію.
Серед нечисленних досягнень:
- Відкриття конхоїди (Нікомед (математик));
- Відома формула Герона для площі трикутника (I століття н. е.);
- Змістовне дослідження сферичної геометрії Менелаєм Александрійським;
- Завершення геоцентричної моделі світу Птолемея (II століття н. е.), для чого і була потрібна глибока розробка плоскої і сферичної тригонометрії.

Необхідно відзначити діяльність Паппа Александрійського (III століття). Тільки завдяки йому до нас дійшли відомості про античних вчених і їхніх працях.
На тлі загального застою і занепаду різко виділяється гігантська фігура Діофанту — останнього з великих античних математиків, «батька алгебри».
Після III століття н. е. александрійська школа проіснувала близько 100 років — прихід християнства і негаразди в імперії різко знизили інтерес до науки. Окремі наукові праці ще з'являються в Афінах, але в 529 році Юстиніан I закрив Афінську академію як розсадник язичництва.
Частина вчених переїхала до Персії або Сирію і продовжувала праці там. Від них вцілілі скарби античного знання отримали науковці країн ісламу (див. Математика ісламського Середньовіччя).

## Висновок
Грецька математика вражає насамперед красою і багатством змісту. Багато вчених Нового часу відзначали, що мотиви своїх відкриттів перейняли у давніх. Зачатки аналізу помітні у Архімеда, коріння алгебри — у Діофанта, аналітична геометрія — у Аполлонія і т. д. Але головне навіть не в цьому. Два досягнення грецької математики далеко пережили своїх творців .
Перше — греки побудували математику як цілісну науку з власною методологією, заснованою на чітко сформульованих законах логіки.
Друге — вони наголосили, що закони природи збагненні для людського розуму, і математичні моделі — ключ до їх пізнання.
В цих двох відносинах антична математика цілком сучасна.